# Satyrium acaciae
Satyrium acaciae es un insecto lepidóptero de la familia Lycaenidae, subfamilia Theclinae y del género Satyrium.

## Denominación
Satyrium acaciae fue descrita por Johan Christian Fabricius en 1787.
Satyrium acaciae es sinónimo de Papilio acaciae Fabricius, 1787 ; Fixenia acaciae ; Nordmannia acaciae.

## Descripción
Es una pequeña mariposa, marrón en su parte superior, la hembra luce tres lúnulas naranjas en las alas posteriores,  posee una penacho de pelos negros al ángulo anal.
El dorso es de color ocre gris adornado de una fina línea blanca y de lúnulas premarginales color naranja en las alas posteriores.

## Período de vuelo y hibernación
Univoltina, vuela en una generación, en junio y julio.
Pasa el invierno como un huevo, puesto en las ramificaciones de los prunos.

## Plantas huéspedes
Sus plantas huéspedes son  Prunus spinosa, Prunus mahaleb así como  Prunus divaricata en transcaucasia.

## Ecología y distribución
Está presente en gran parte de Europa, pero ni al sur (sur de España y de Italia) ni al norte (Reino Unido, Escandinavia, Estados bálticos y Dinamarca). Está también presente en Asia Menor y en el sur de Rusia.
En Francia está presente en todo el sur y el este del país. Ausente de Córcega, de Bretaña y de todo el noreste de Loira,  y a Paso de Calais.
En España se distribuye por el norte de España, Montes universales, Cuenca, Guadalajara y Teruel.

## Biotopo
Es un lepidóptero de los bosques, de los claros, de todos los terrenos donde haya prunos o endrinos.

## Amparo
Carece de estado de protección, aunque en algunos estados de Europa se la considera una especie escasa y en fuerte regresión.